# 尼永
尼永（法語發音：[njɔ̃] ⓘ，又譯尼翁、尼庸）是瑞士西部沃州的一座城市，属于法语区。至2014年底人口爲19738。尼永位於莱芒湖的西北岸，是歐洲足聯的總部所在地。

## 历史
尼永是瑞士西部历史最为悠久的城市之一，由罗马人始建于前46至前44年间。尼永今日的名称，也来自罗马城市诺维奥杜努姆（Noviodunum）。

### 前罗马时代
19世纪，尼永当地出土了少量新石器时代的遗物。在城市北部，还发现了青铜环以及青铜时代的村落废墟。

### 罗马时代
西元前58年，凯撒在征服高卢的过程中打败了居住于今天瑞士西部的赫尔维蒂人。前50至44年间，罗马军队在莱芒湖北岸建立了名为Colonia Iulia Equestris的殖民点。殖民点的中心部分叫做诺维奥杜努姆（Noviodunum）。在此后的数百年间，诺维奥杜努姆逐渐成为瑞士境内最重要的罗马城市之一，建有罗马广场（Forum），神殿和角斗场。1996年，因为居民楼建设，这些遗迹才得以重见天日。
在漫长的和平与繁荣之后，城市在3世纪逐渐露出衰败的迹象。259年前后，阿勒曼尼人的入侵将广场等公共建筑夷为平地，石料散落湖畔各地，后来多被日内瓦等地用作城墙的建筑材料。尽管如此，诺维奥杜努姆仍然有人居住，但逐渐失去了昔日的重要性。基督教大兴之后，西侧的日内瓦逐渐发展起来，后来居上。

### 中世纪

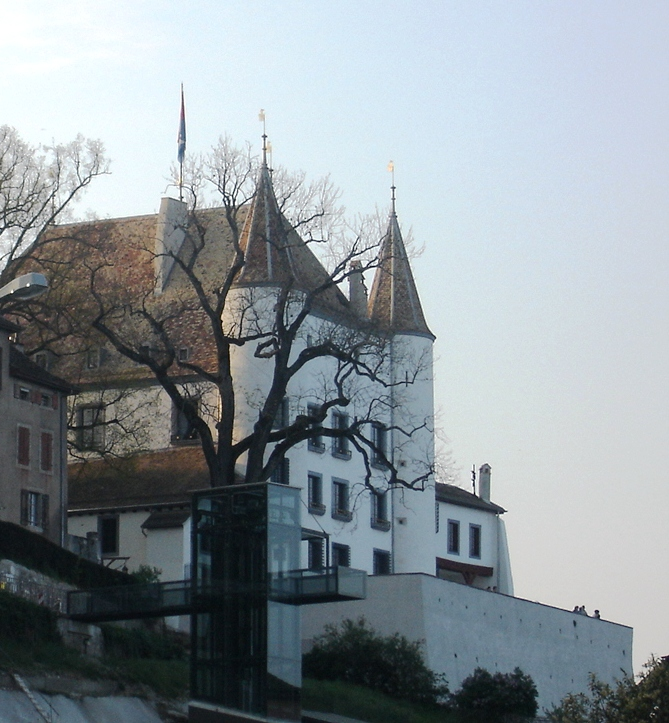
尼永城堡

中世纪早期，诺维奥杜努姆的名称逐渐演变为尼永。卡洛林王朝的查理曼大帝将西欧的广大地区纳为领土，此时的尼永属于日内瓦的周边地区。勃艮第王国时，尼永从日内瓦独立出来。1032年，勃艮第的鲁道夫三世将尼永划归贝桑松天主教区，普朗然的领主则成为尼永的实际统治者。1130年，普朗然领主安贝尔（Humbert de Cossonay）开始以尼永为据点。1211年，当地建立了市场。然而，1272年，贝桑松教区把尼永的最高权力交予萨伏依的菲利普一世。1279年，普朗然的埃蒙（Aymon de Prangins）反对萨伏依失败，只得接受萨伏依统治的结局。  尼永城堡大概就在普朗然领主统治期间建成，尽管现存文献记载只能追溯到1272年。1463年，萨伏依公爵路易将城堡重建，并确立了萨伏依特色的矩形外周结构。
1530年，旧瑞士邦联伯恩的军队侵入沃州，从而占据尼永。

### 近代

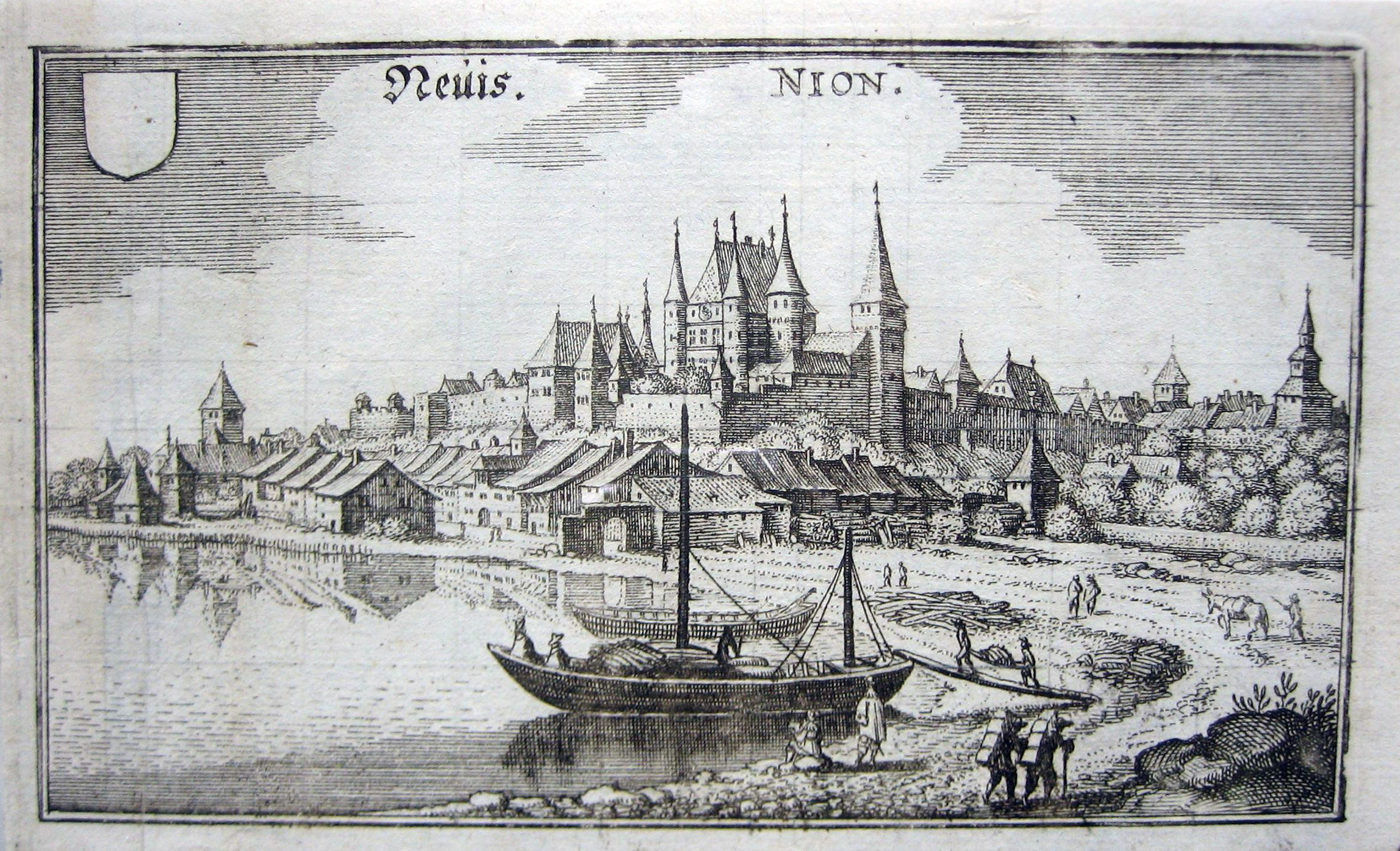
1642年的尼永图，出自马特乌斯·梅里安的《日耳曼尼亚地图集》

1536年，尼永成为伯恩指派的当地行政中心，并一直维持到1798年沃州革命。由于临湖的有利位置，尼永成为莱芒湖上的重要贸易点。1568年，年度集市开始形成。1574-80年，城堡成为执法员的驻地。1685年，法王路易十四废止了给予新教徒和天主徒同等权利的《南特敕令》，大批胡格诺信众逃往尼永。此后的几个世纪，贸易使得尼永愈发繁荣，磨坊和工厂等纷纷建立。1718年，尼永拆除了旧城墙。1720年，英国国王的一位大臣，路易·德·圣乔治（Louis de Saint-Georges）在尼永东北郊建成了富丽堂皇的尚然城堡。1773年，新的市政厅建成。
受到法国大革命精神的影响，沃州人民也展开对伯恩统治的反抗。尼永则成为这场革命运动的中心之一。1798年1月10日，尼永议会宣布不再服从伯恩的命令，随即便开始迎接法国军队的到来。1月24日，沃州革命发生，沃州开始从伯恩独立出来。同年，拿破仑的大军打垮了旧瑞士邦联，成立赫尔维蒂共和国，尼永成为莱芒州的首府。

## 地理
根据2009年的统计，尼永的总面积为6.8平方公里，其中39.2%（2.66km2）为农业用地，7.8%（0.53km2）为林地，剩余54.1%（3.67km2）为建设用地。
尼永一直是旧尼永区的首府。2006年8月31日，尼永区重组，尼永仍为新的尼永区的首府。
尼永位于汝拉山和莱芒湖之间。其历史城区在阿斯河的右岸，分为古迹林立的上城区和滨湖的下城区。近代以来，尼永的居民区主要向东扩展，而工业区则建在城西。

## 人口
尼永拥有22,465名居民（截至2022年12月31日），是沃州最大的市镇之一。居民中75.9%讲法语，5.7%讲德语，4.0%讲英语（截至2000年）。 1950年后，人口开始迅速增加，此后尼永的人口增加了两倍。

## 文化

### 遗产
尼永境内有6处瑞士国家文化财产，分别是尼永城堡、古罗马城市遗迹、瑞士圣母更正教堂、莫佩尔杜伊街2号与4号领主居所、罗马帝国博物馆及欧足联档案。

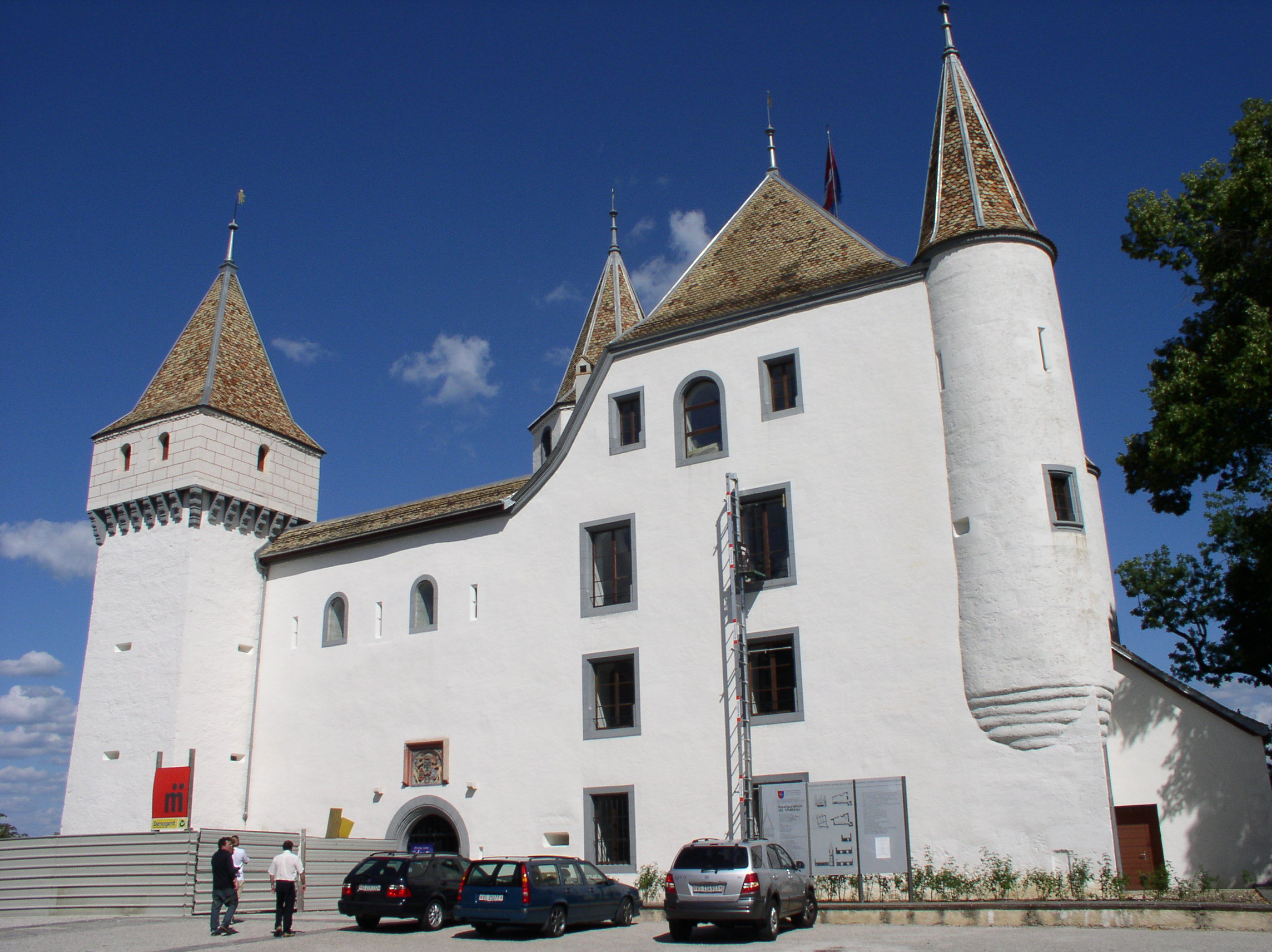
尼永城堡
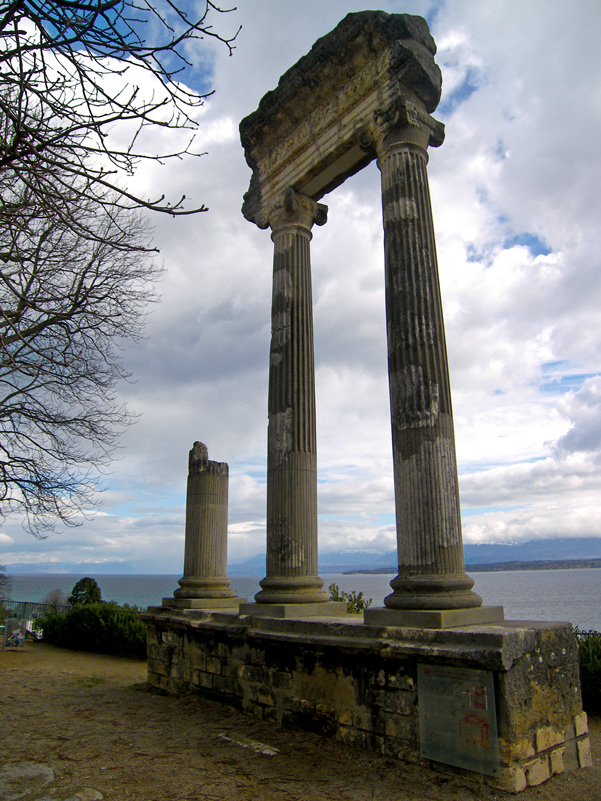
罗马神殿遗迹
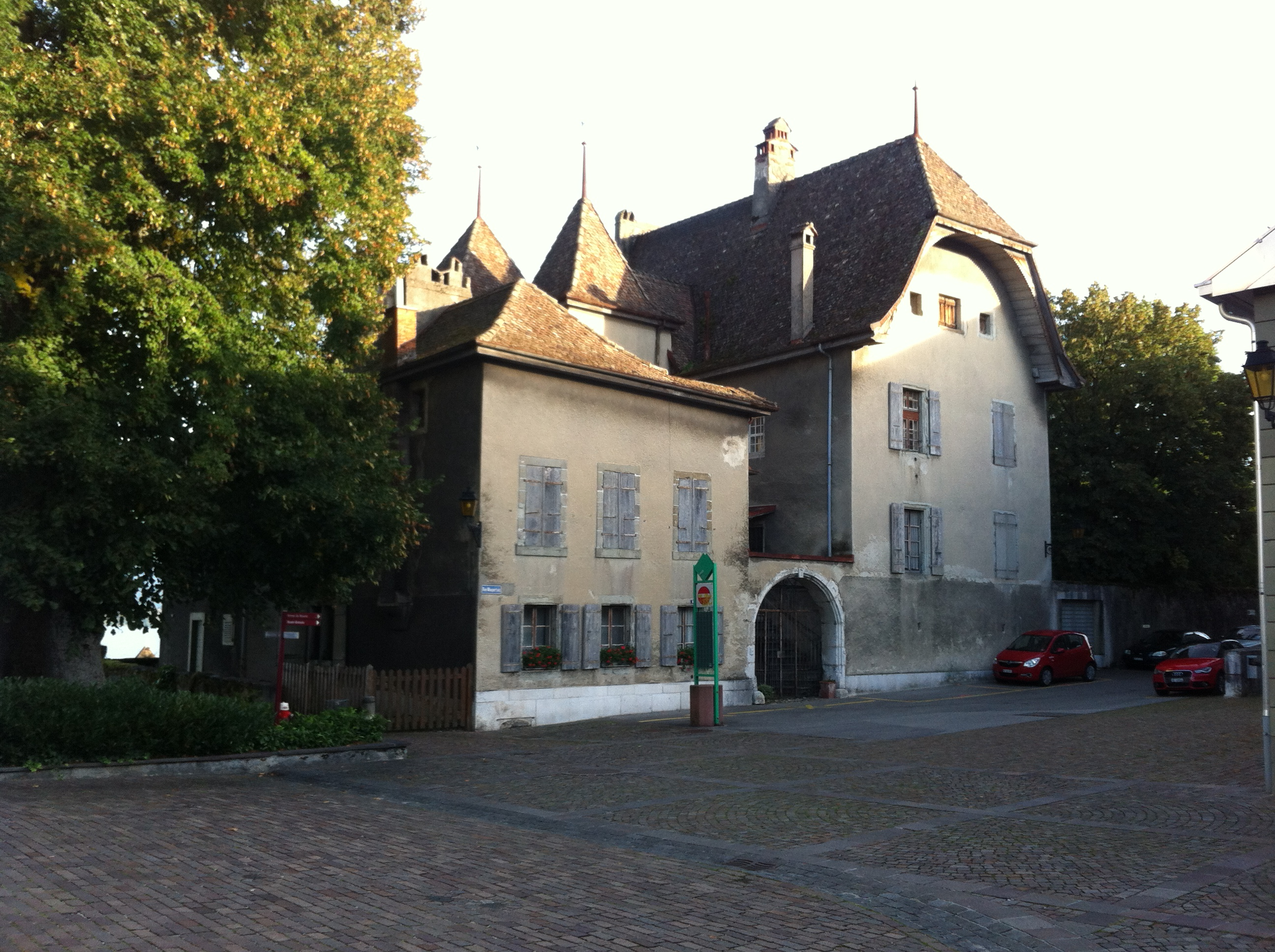
领主居所
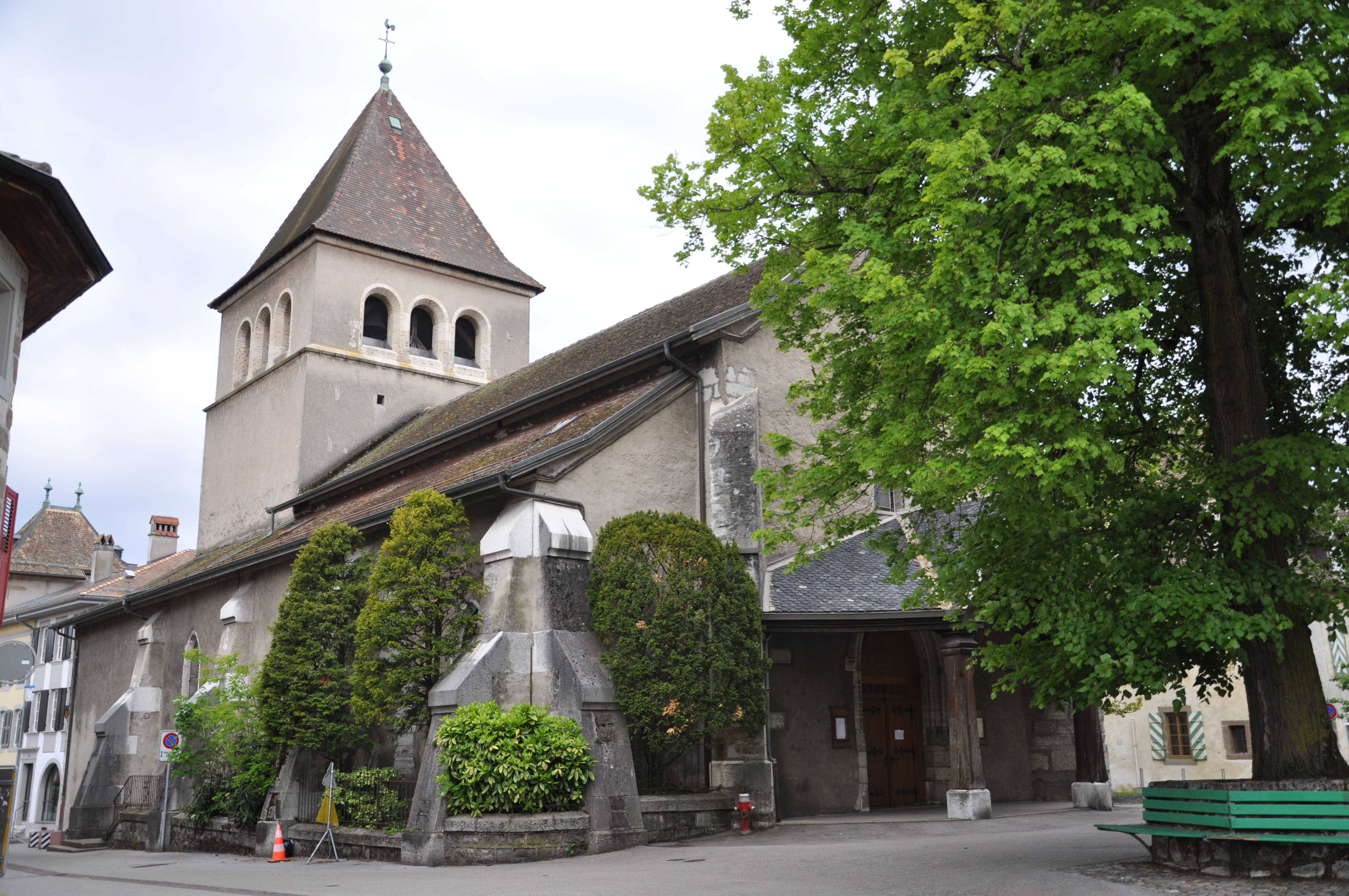
圣母更正教堂
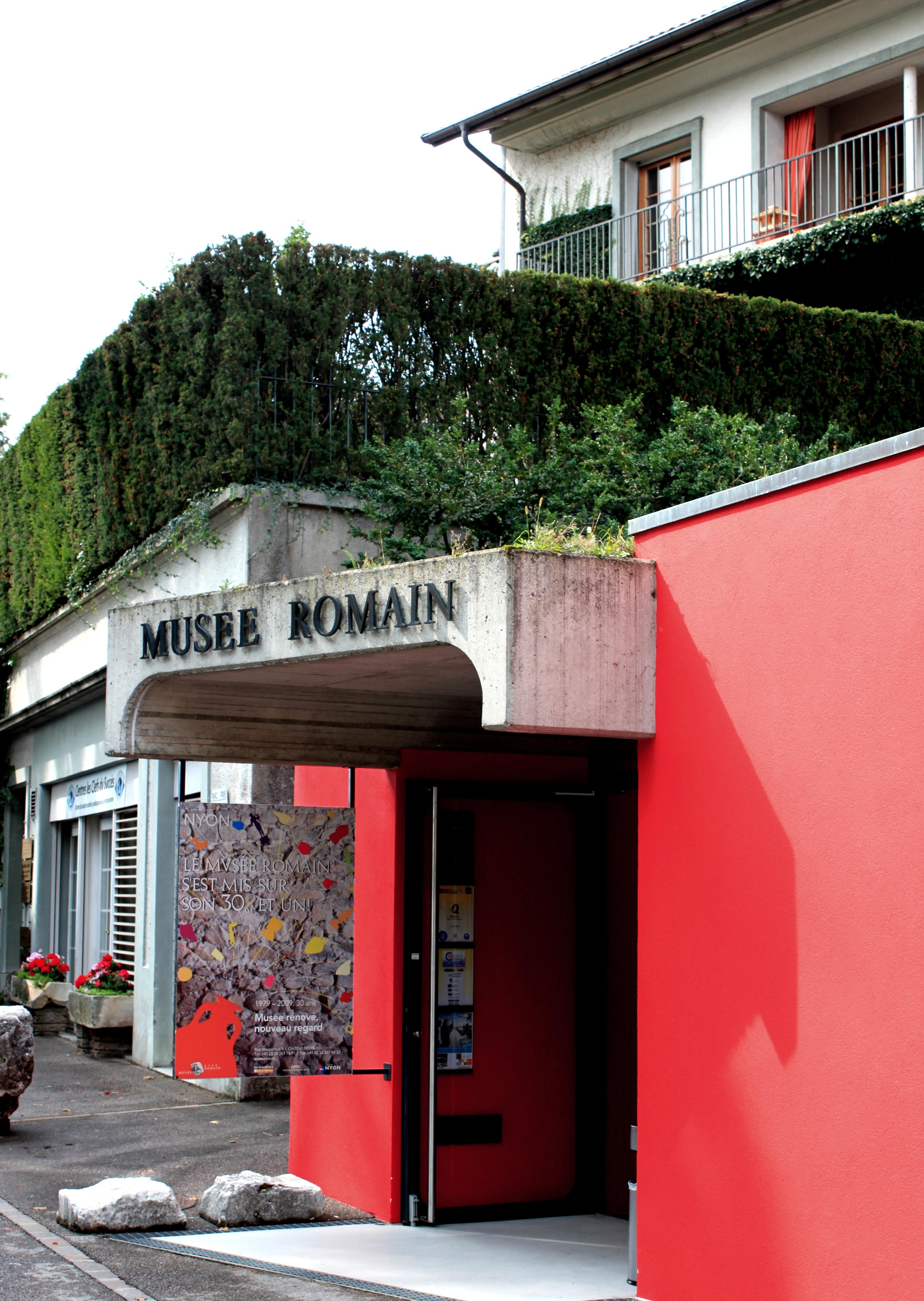
罗马帝国博物馆
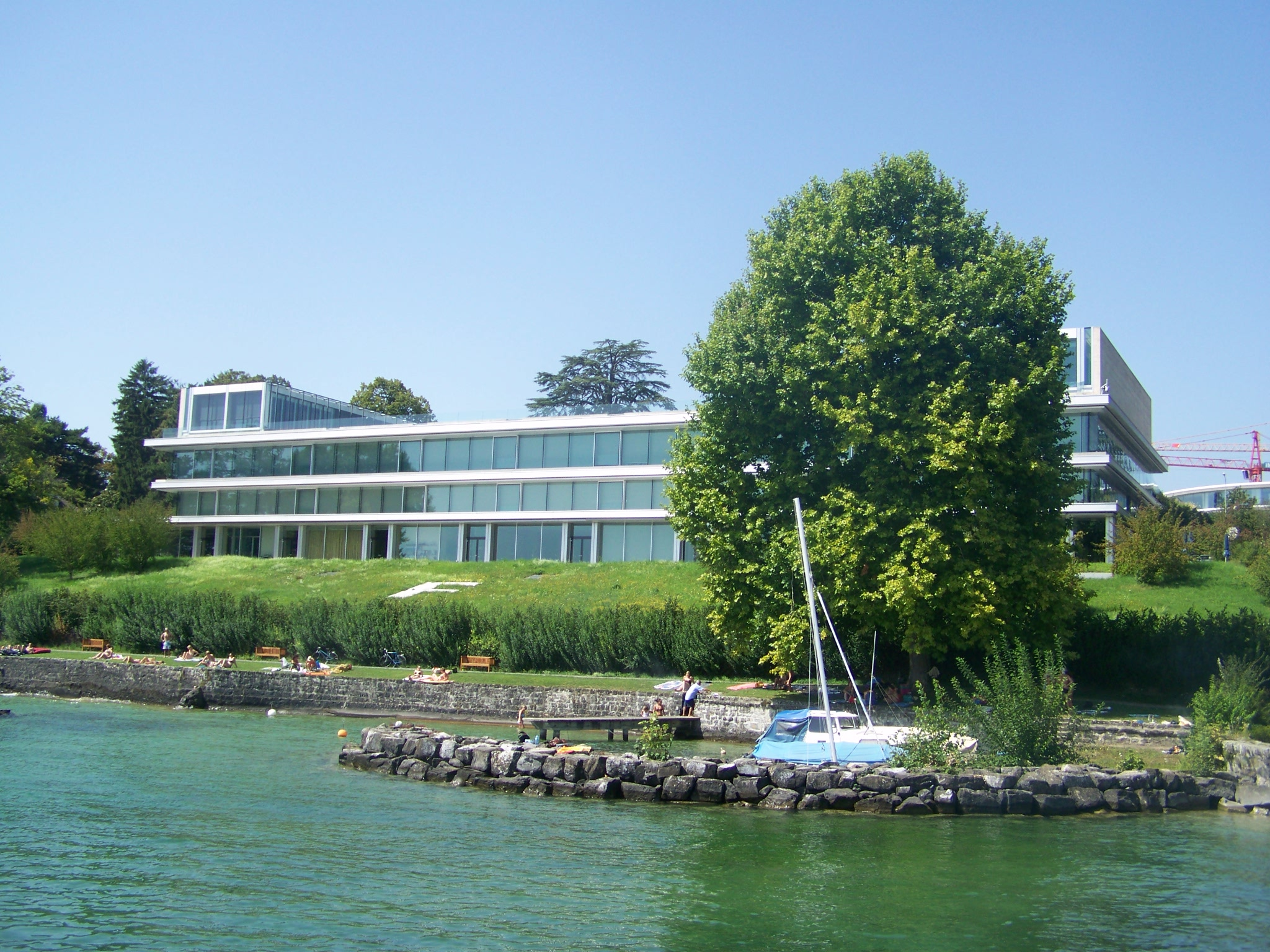
欧足联总部

### 博物馆
- 莱芒湖博物馆

## 總部所在地
將總部設在尼永的國際組織如下：
- 歐洲足球協會聯盟（UEFA）
- 歐洲足球會協會（ECA）
- 全球工會聯盟（UNI Global Union）

在尼永設有事業據點的公司如下：
- 法國出版商Glénat_Editions瑞士分公司總部
- 美國金融服務業Cantor_Fitzgerald（英语：Cantor_Fitzgerald）
- 美國醫療器材公司爱德华生命科学

## 姊妹城市
- 法國 尼永斯（Nyons），德龙省（Drôme）副省会。

## 外部連結
- （法文）尼永市政府
- （中文）尼永 （页面存档备份，存于） 瑞士国家旅游局